# Siotani Cukasza
Siotani Cukasza (1988. december 5. –) japán labdarúgó, a Sanfrecce Hiroshima hátvédje.

## Pályafutása

### A válogatottban
2014 és 2019 között hét alkalommal szerepelt a japán válogatottban és két gólt szerzett. Részt vett a 2016-os Rio de Janeiró-i olimpián.